# Tarczyk mgławy
Tarczyk mgławy, tarczyk buraczany (Cassida nebulosa) – chrząszcz z rodziny stonkowatych. Szkodnik roślin występujący powszechnie na terenie całej Europy. W Polsce powszechny na dzikich roślinach z rodziny komosowatych. Powoduje duże straty w uprawach buraków, niekiedy rzepaku lub kapusty.

## Opis

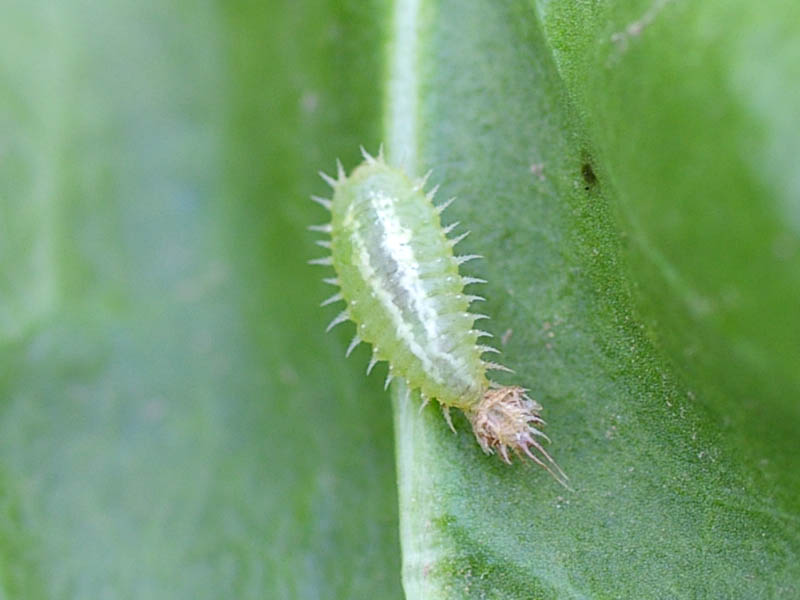
Larwa

Ciało silnie spłaszczone tarczowatego kształtu. Długość do 7 mm. Kolor początkowo oliwkowozielony z czasem przechodzi w jasnobrunatny z czarnymi kropkami. 

## Biologia
Zimują w glebie, pod drzewami w resztkach roślinnych, by w połowie kwietnia wyjść na żerowiska, w początkowym okresie na rośliny z rodzaju komosa, następnie zaatakowane zostają młode buraki. 
Po kilkudniowym żerowaniu chrząszcze przystępują do kopulacji w wyniku którego samica składa ok. 500 – 700 jaj przyczepionych do spodniej części liścia. Po upływie ok. 7 dni wylęgają się larwy. Larwy te linieją aż czterokrotnie. Żerowanie larw trwa przez okres ok. 8 dni, po czym następuje przeobrażenie w dorosłe osobniki.
Larwa w kolorze żółtozielonym do 9 mm długości i kształtem zwężającym się ku końcowi. Segmenty wyraźne, z kolczastymi wyrostkami po bokach ciała. Na końcu odwłoka kolce skierowane ku górze.

## Szkodnictwo
ZwalczaniePolega na niszczeniu środkami chemicznymi.
Próg ekonomicznej szkodliwości3-4 larwy na jednej roślinie lub 15% uszkodzonych roślin.

## Rozprzestrzenienie
Gatunek holarktyczny. W Europie występuje w Danii, Wielkiej Brytanii, Niemczech, Szwajcarii, Polsce, Czechach, Słowacji, Austrii, Francji, Hiszpanii, Włoszech, Węgrzech, Chorwacji, Serbii, Czarnogórze, Ukrainie, Litwie, Białorusi, Rumunii, Mołdawii, Albanii, Grecji i Bułgarii. Ponadto występuje w Azji przez Rosję po Japonię i północnowschodnie Chiny oraz w Ameryce Północnej.